# Zimba
Die Zimba (in alter Literatur auch Cimba- oder Zimbaspitze genannt) ist ein 2643 m ü. A. hoher Berg der Vandanser Steinwand im Rätikon, einer Gebirgsgruppe der westlichen Zentralalpen (Ostalpen) im österreichischen Bundesland Vorarlberg.

## Gestalt, Lage und Umgebung
Sie hat eine ebenmäßige Form und sendet nach Nordosten, Osten und Westen gleichmäßige Grate aus. Der Berg wurde bereits 1848 oder 1853 zum ersten Mal bestiegen. Seit 1902 besteht mit der Sarotlahütte auf 1611 m Höhe an der Nordseite der Zimba ein Stützpunkt für Alpinisten, seit 1909 mit der Hueterhütte auch an der Südseite. Durch ihre leichte Erreichbarkeit ist sie heute ein beliebtes Ziel für Bergsteiger und Kletterer.

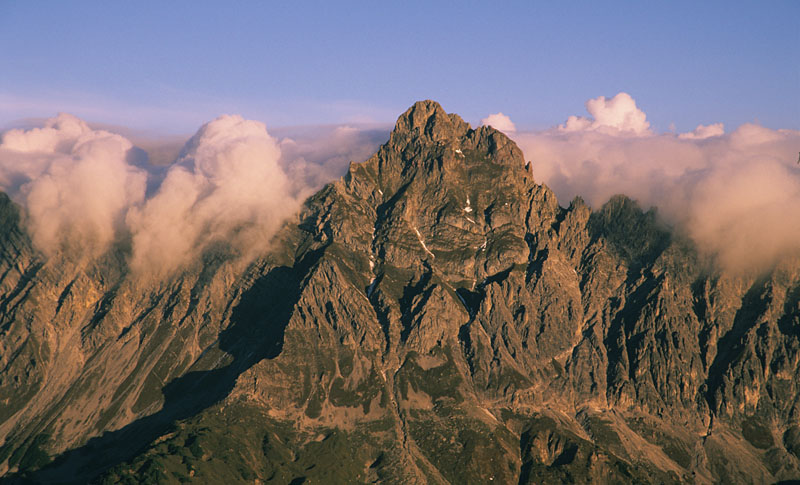
Zimba von Süden aus betrachtet

Die Zimba ist die höchste Erhebung der sogenannten Zimbagruppe, einem Seitenkamm des Rätikons. Ihr Gipfel ist Teil der Vandanser Steinwand und liegt an der Grenze zwischen den Gemeinden Vandans und Bürs. Benachbarte Berge sind im Nordosten der Große Valkastiel mit 2449 m Höhe, im Osten der Steintälikopf (2443 m), im Westen ein weiterer unbenannter, kartierter Gipfel mit 2557 m Höhe und nochmal einige hundert Meter westlich davon die gleich hohe Brandner Mittagsspitze, im Nordwesten der 2372 Meter hohe Wildberg (zur Unterscheidung von anderen Wildbergen gelegentlich auch Sarotla-Wildberg genannt) und die Sarotlahörner, deren höchstes 2192 m misst. Ein umgangssprachlich "Kleine Zimba" oder "Kli Zimba" genannter, in den offiziellen Karten nicht kotierter, schroffer Zacken (ca. 2450 m) steht etwa 200 m westlich des Zimbajochs. Nach Nordosten fällt das Gebiet zum Montafon ab, im Südosten verläuft das Rellstal, im Süden liegen das Kanzlatäli, ein Hochtal, im Südwesten der Lünersee (Wasserspiegel bei Vollstau auf 1970 m), und im Westen bildet das Brandner Tal den Abschluss der Zimbagruppe. Nächstgelegener Ort ist im Westen Brand im Brandner Tal in etwa 4 Kilometern Entfernung Luftlinie. Vandans liegt 6 km im Osten und Bludenz 9 Kilometer im Norden.

## Besteigungsgeschichte und touristische Erschließung

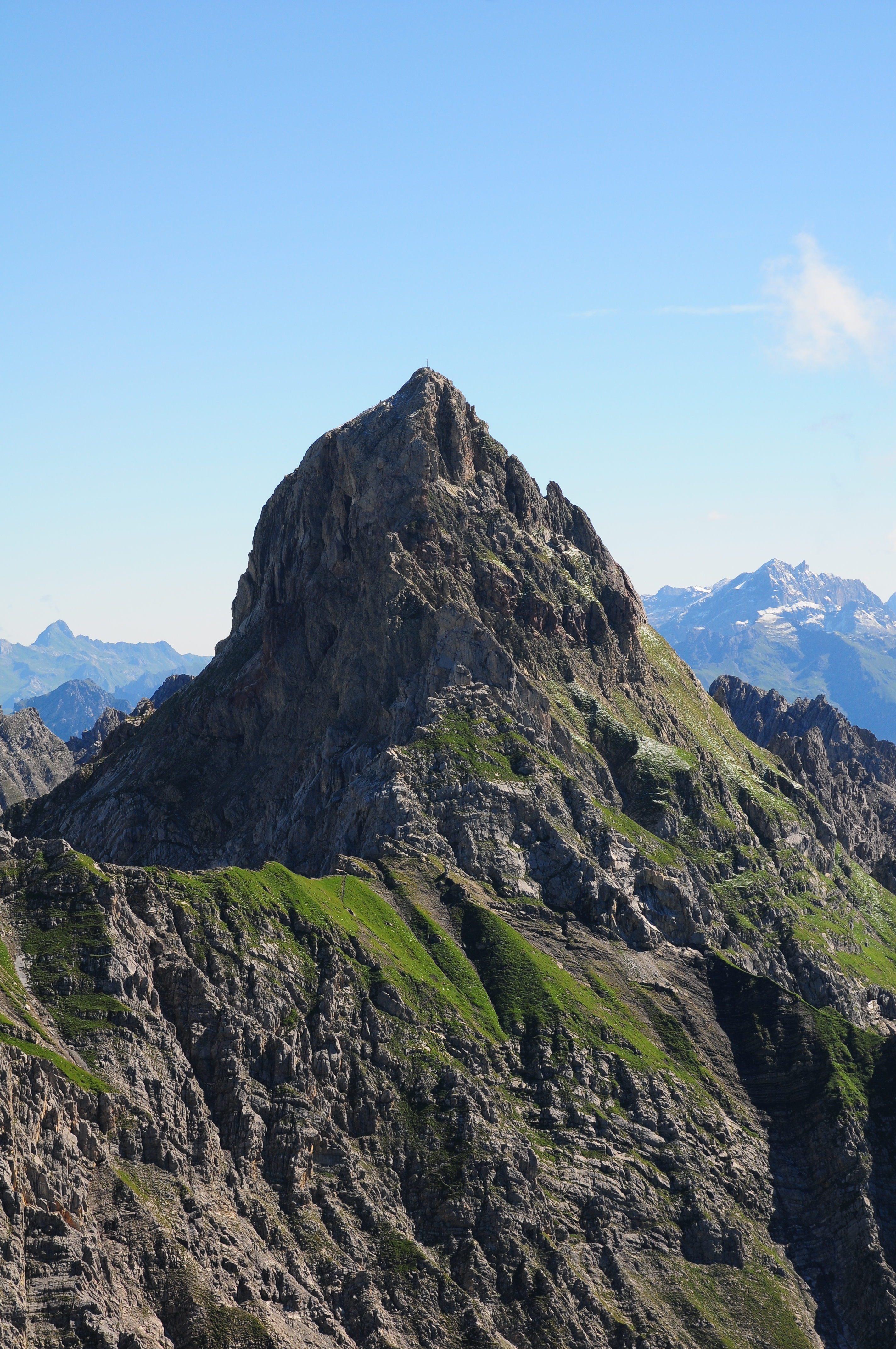
Zimbajoch und Westgrat – der Normalweg

Die erste dokumentierte Besteigung der Zimba gelang dem Brunnenmacher Anton Neyer aus Bludenz im Alleingang. Über das Datum dieser alpinen Tat herrscht Unklarheit: Es liegen verschiedene Quellen vor, die entweder den August 1853 oder den 8. September 1848 nennen. Er brach in Brand auf, wanderte hinauf zur Sarotlaalpe, hielt in südöstlicher Richtung auf das Kargebiet mit dem Namen Steintäli zu, kreuzte den Ostgrat an der später nach ihm benannten Neyerscharte (ca. 2360 m), erreichte den Gipfel in mühseliger Kletterei durch einen Kamin auf der Südseite und traf abends im über 2000 m tiefer gelegenen Bludenz ein. In Gipfelnähe fand er späteren Angaben zufolge ein menschliches Skelett. Neyer ließ seinen Bergstock und eine kupferne Dose mit einem Zettel auf dem Gipfel zurück. Obwohl Neyer als guter Kletterer bekannt war, glaubte man ihm seine Besteigung nicht, da die Zimba als unbesteigbar galt. Im August 1854 wurden drei Jäger aus Brand beauftragt, auf der Zimba ein Vermessungssignal zu platzieren. Sie stiegen über eine Rinne an der Nordseite hinauf und fanden Neyers Gegenstände.
Seit 1900 wird die Zimba über den Westgrat bestiegen. Dieser Normalweg führt von der Sarotlahütte im Norden oder der Heinrich-Hueter-Hütte, im Süden auf 1766 m Höhe gelegen, hinauf zum Zimbajoch (2387 m). Von dort aus geht es über den Westgrat mit der Sohmplatte zum Gipfelkreuz. Geklettert wird an der aus Hauptdolomit bestehenden Zimba seit 1875, doch die alten Routen werden nicht mehr begangen, da die Gefahr von Steinschlag und Bergstürzen durch die bis heute andauernde Gebirgsbildung im Rätikon zu groß ist. Heute ist in erster Linie für Kletterer der an der Neyerscharte beginnende Ostgrat interessant, über den Routen in verschiedenen Varianten bis zum Schwierigkeitsgrad UIAA IV- führen, sowie die Nordkante (UIAA III) und der Nordostgrat (UIAA II) als leichteste und kürzeste Kletterei zum Gipfel.
Aufgrund der Ähnlichkeit in Bezug sowohl auf das Aussehen, auf die mäßige Gesteinsqualität als auch auf den an schönen Tagen herrschenden Andrang wird die Zimba als das Montafoner Matterhorn bezeichnet.